# 球孢子菌屬
球孢子菌屬（學名：Coccidioides）是子囊菌門爪甲團囊菌科的一個屬，最早於1892年由阿根廷醫師亞歷杭德羅·波薩達斯在一名被感染的軍人身上樣本中觀察到，1986年Gilchrist與Rixford將致病的病原取名為Coccidioides immitis（即粗球黴菌），屬名意為「與球蟲亞綱相似」。1990年Ophüls與Moffitt證明此病原為真菌而非原蟲。2002年分子序列分析結果將粗球黴菌中分出了一新種波萨达斯球孢子菌，種小名即為紀念波薩達斯。 
本屬物種為雙態性真菌，其中粗球黴菌和波萨达斯球孢子菌可以無性的關節孢子感染人類，造成山谷熱（球孢子菌病），為北美洲西南部的一種真菌病。這兩個物種外觀與實驗室檢測的結果均相同，需以DNA序列分別，兩者的分布的地理區域亦有差異，大致以蒂哈查皮山為界，粗球黴菌主要分布於美國加州，在亞利桑那州與墨西哥下加利福尼亞州亦有分布；波萨达斯球孢子菌則分布於美國德克薩斯州、亞利桑那州、墨西哥北部和中南美洲的部分地區。

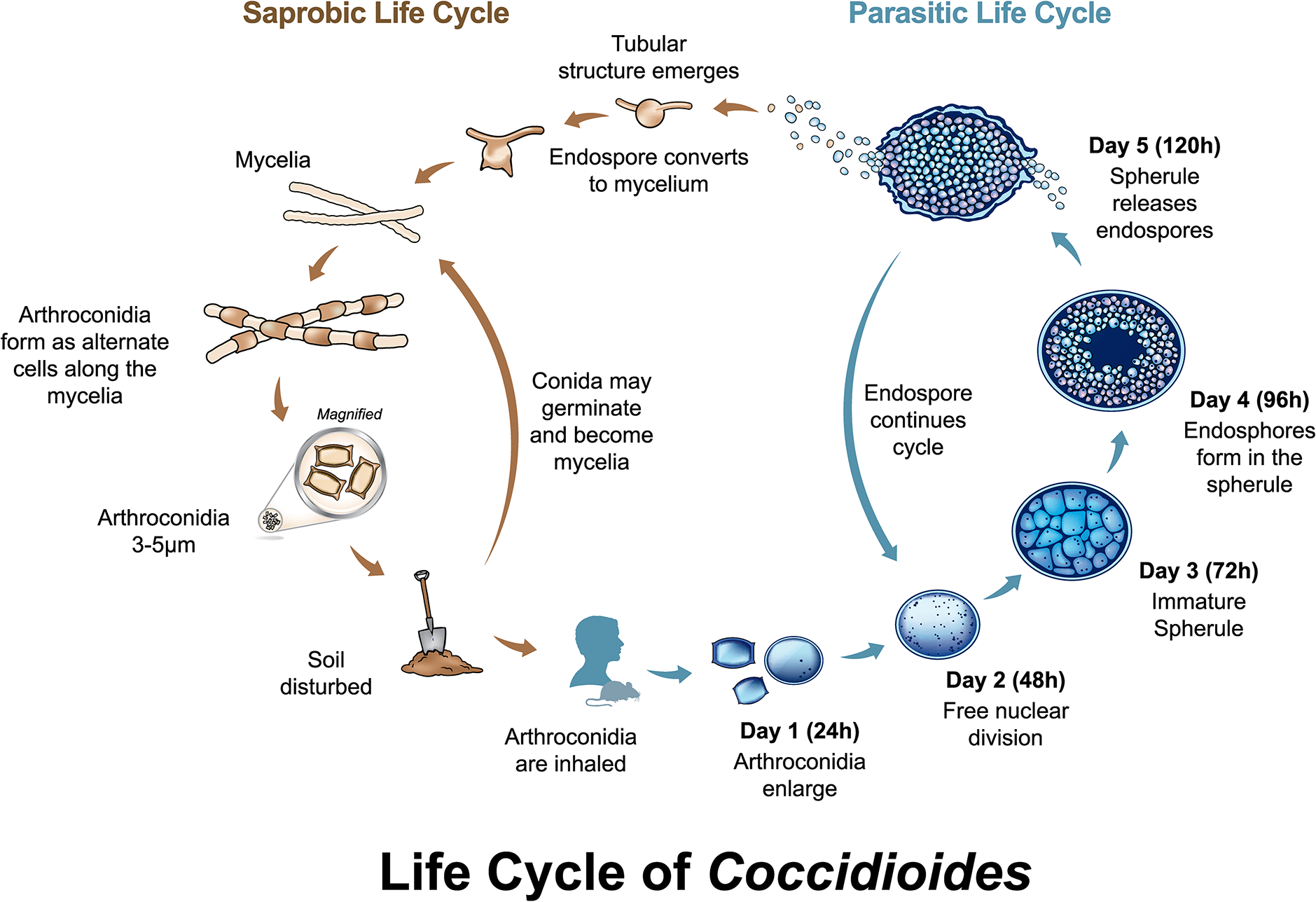
球孢子菌的生活史

## 下属物种
本属包括以下物种：
- Coccidioides esteriformis (Cantón) M.Moore
- Coccidioides histosporocellularis (Haberf.) Vuill.
- 粗球黴菌 Coccidioides immitis G.W.Stiles, 1896
- 波萨达斯球孢子菌 Coccidioides posadasii M.C.Fisher, G.L.Koenig, T.J.White & J.W.Taylor[7]
- Coccidioides rosea Bat., H.Maia, S.K.Shome & Oliveira